# Tom Watson (golfista)
Thomas Sturges Watson, detto Tom (Kansas City, 4 settembre 1949), è un golfista statunitense.
Negli anni settanta e ottanta è stato uno dei migliori giocatori del mondo, ottenendo 8 vittorie nei quattro tornei Majors del circuito professionistico e risultando per 5 volte il giocatore ad aver incassato più premi nel corso dell'anno del PGA Tour. Secondo la classifica McCormack's World Golf Rankings è stato il miglior giocatore del mondo dal 1978 al 1982 e il secondo, di stretto margine, dietro a Severiano Ballesteros, nel 1983 e nel 1984.
Nel corso della sua carriera ha conquistato la vittoria in 64 tornei.
Attualmente partecipa al Champions Tour, dedicato a giocatori senior, ma occasionalmente si presenta ancora in qualche competizione del PGA Tour.
Nel 2009 all'età di ben 59 anni, riesce classificarsi al secondo posto del The Open Championship arrendendosi a Stewart Cink solo dopo le buche di spareggio.
Nel 2016 gioca il suo ultimo The Masters.